# Максимов, Сергей Фролович
Сергей Фролович Максимов (30.07.1901 — 17.09.1968) — советский военный деятель, генерал-майор танковых войск (Постановление СНК СССР № 85 от 23.01.1943).

## Начальная биография
Родился 30 июля 1901 года в Санкт-Петербурге (Ленинград) в рабочей семье. Русский. Окончил 6-классное реальное училище Техникум инструкторского труда.
Член ВКП(б) с мая 1918 года (п/б № 2207334).
Образование. Окончил Петроградские военные железнодорожные командные курсы (1921), пехотное училище (1931, экстерном), КППС при ВПА им. Ленина (1950).

## Военная служба
В РККА с 1919 по 1921 год. Затем снова с 18 января 1922 года.
Участие в войнах, военных конфликтах. Гражданская война (1919—1920). Советско-финляндская война. Великая Отечественная война.
Служба в Красной армии. С 1 апреля 1927 года — инструктор-организатор, с 1 августа 1929 года — инструктор партработы, с 1 мая 1930 года — старший инструктор политотдела 11-й стрелковой дивизии. С 1 января 1931 года — помощник командира по полит/части 31-го стрелкового полка 11-й стрелковой дивизии. С 1 февраля 1931 года — военный комиссар 31-го стрелкового полка 11-й стрелковой дивизии.
С 10 июня 193? года — военный комиссар корпусной школы 11-го Ленинградского механизированного корпуса. С 7 февраля 1935 года — Заместитель начальника политотдела 31-й механизированной бригады. С 31 мая 1936 года — Старший инструктор мото-мех отделения ГлавПУР КА.
С 31 мая 1938 года — Заместитель начальника отдела по руководству партполитработой в мотомехчастях и артиллерии ПУ РККА.
Приказом НКО № 01477 от 13.02.1940 года назначен Заместителем начальника политуправления 15-й армии. В этой должности участвовал в советско-финляндской войне. Приказом НКО № 01477 от 08.04.1940 года откомандирован к месту прежней службы. С 29 августа 1940 года — Начальник отделения партийно-политической работы в спецвойсках.

### Великая Отечественная война
Начало Великой Отечественной войны встретил в занимаемой должности. С октября 1941 года — начальник управления кадров ГАБТУ. Участник битвы за Москву. Приказом НКО № 015 от 15.01.1943 года назначен Начальником Управления кадров БТ и МВ. С 4 по 17 августа 1944 года в распоряжении ГлавПУР КА. Приказом ГлавПУРКА № 02511 от 17.08.1944 года назначен начальником полит/отдела ПУ 4-го Украинского фронта.

### После войны
Приказом ГлавПУР КА № 03326 от 27.10.1945 года назначен начальником политуправления, он же заместитель начальника штаба по полит/части Прикарпатского ВО. Приказом МВС № 0696 от 24.06.1947 года назначен Заместителем командующего по полит/части 4-й отд. гв. кадровой танковой дивизии.
С 21 января 1949 по февраль 1950 года слушатель Курсов переподготовки политсостава при Военно-политической академии им. В. И. Ленина.
С 25 февраля 1950 года — Заместитель командующего БТ и МВ Московского ВО по политической части.
Приказом МО СССР № 01228 от 07.05.1953 года уволен из кадров Советской армии в отставку по ст. 60б (по болезни) с правом ношения военной формы одежды с особыми отличительными знаками на погонах. Умер 17 сентября 1968 года. Похоронен на Химкинском кладбище.

### Воинские звания
бригадный комиссар (Приказ НКО № 03907/п от 04.11.1939), ген.-майор т/в (Постановление СНК СССР № 85 от 23.01.1943).

## Награды
- Орден Ленина (30.04.1945)[3][2].
- три ордена Красного Знамени (20.05.1940, 03.11.1944, 15.11.1950)[4].
- Орден Кутузова II степени (23.05.1945)[5].
- орден Отечественной войны II степени (15.12.1943)[6][2].
- Орден Красной Звезды (10.11.1942)
- Медаль «XX лет РККА» (1938)

- Медаль «За оборону Москвы» (04.04.1945)[3][2].

- Медаль «За победу над Германией в Великой Отечественной войне 1941—1945 гг.» (09.05.1945),
- Медаль «В память 800-летия Москвы» (1947),
- Юбилейная медаль «30 лет Советской Армии и Флота» (1948)[2].
- иностранные награды:
- Орден Белого льва II степени

## Память
- На могиле установлен надгробный памятник[7].
- Его имя увековечено в Главном Храме Вооружённых сил России, и навсегда запечатлено на мемориале "Дорога памяти" [8][2].